# Pramadea
Pramadea là một chi bướm đêm thuộc họ Crambidae. Chi này từng được xem là đồng nghĩa với Syllepte, nhưng sau đó được Kirti và Gill phục hồi thành một chi hợp lệ vào năm 2004.

## Các loài
- Pramadea crotonalis (Walker, 1859)
- Pramadea denticulata Moore, 1888
- Pramadea lunalis (Guenée, 1854)
- Pramadea ovialis (Walker, 1859)